# Anders Österlin

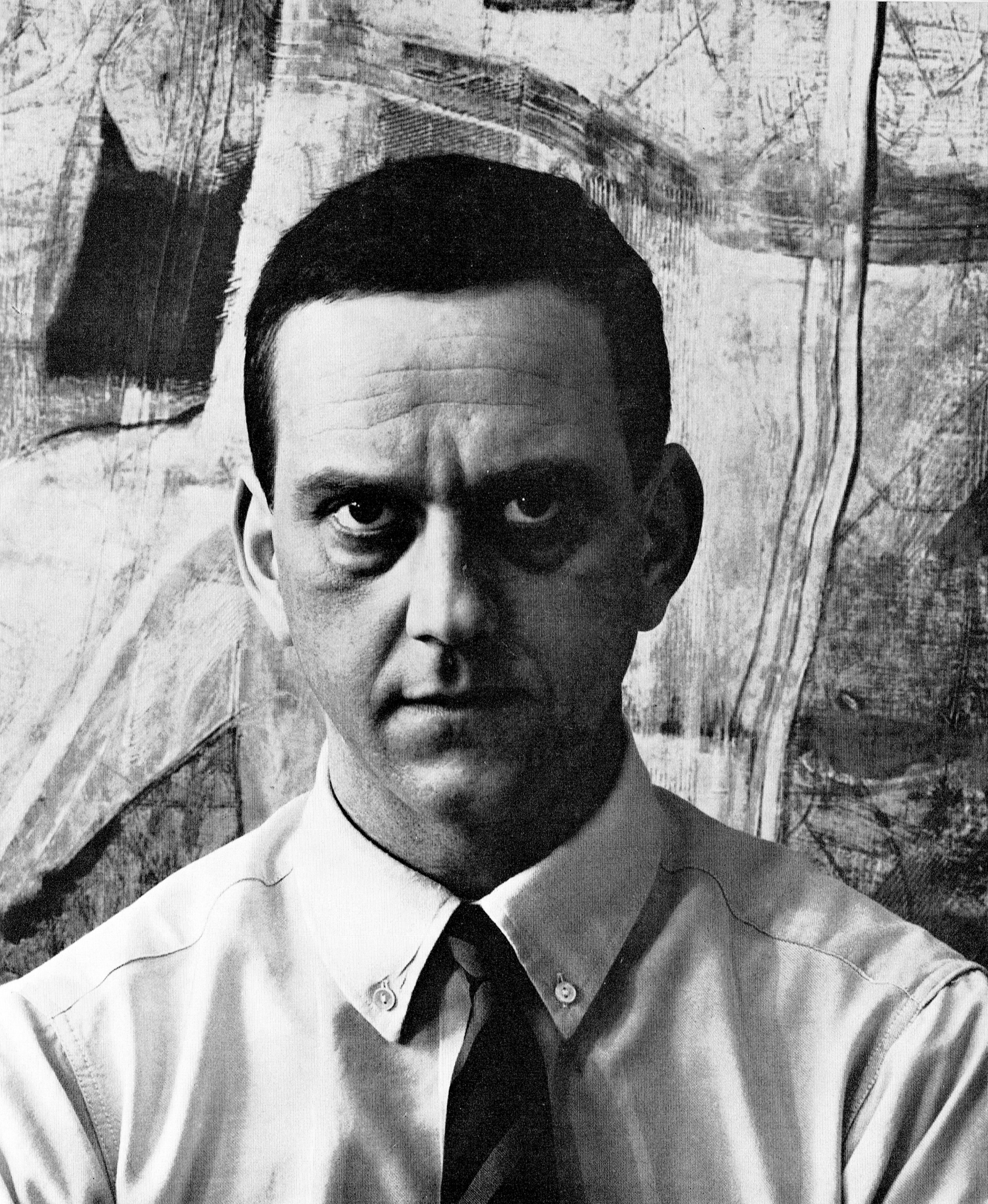
Anders Österlin 1965.

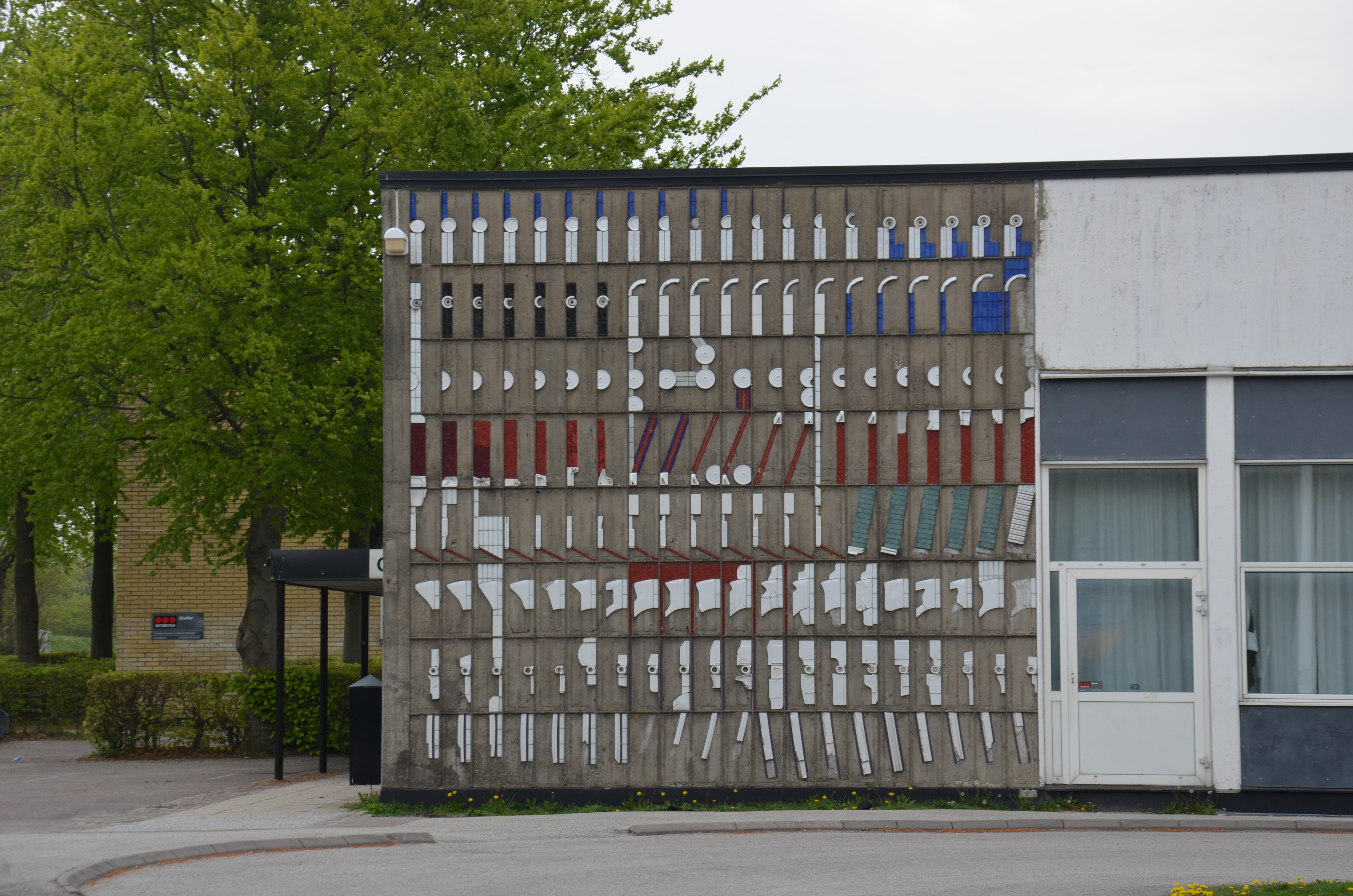
Relief 1966, Lund.

Anders Österlin (* 1926 in Malmö, Schweden; † 20. Oktober 2011 ebenda) war ein schwedischer Maler.

## Leben und Werk
Anders Österlin gründete 1946 zusammen mit 
Carl-Otto Hultén und Max Walter Svanberg die avantgardistische Künstlergruppe Imaginisterna. Österlin kam durch Asger Jorn in Kontakt mit CoBrA. Er schloss sich der Gruppierung an und war 1949 mit Werken auf der Ausstellung in Amsterdam und 1951 in Lüttich vertreten. 2007 erhielt Österlin den Kulturpreis der Stadt Malmö. Er realisierte mehrere Kunstwerke im öffentlichen Raum.

„Österlins lyrische Malerei der ersten Nachkriegszeit lehnt sich an Paul Klee sowie an bestimmte Formen der Volkskunst an. In der Folgezeit gibt er sich in seinem hauptsächlich abstrakten Werk dem Spiel mit verschachtelten Ebenen hin, durch das seine Bilder den Charakter von Collagen annehmen.“